# Konzert Mozarts am 23. März 1783
Das Konzert Mozarts am 23. März 1783 wurde im alten Wiener Burgtheater unter der Leitung und Mitwirkung Wolfgang Amadeus Mozarts gegeben. Es wurden eigene Kompositionen verschiedener Gattungen gespielt, Mozart leitete das Konzert vom Klavier aus. Es handelte sich um eines von sechs Konzerten, die er in der ersten Hälfte des Jahres 1783 in Wien gab, zugleich war es seine erste eigene Akademie in diesem Saal, die seine Etablierung als freischaffender Musiker markierte.

## Programm
Seit Mozart nach Wien gezogen war, gab er jährlich zur Fastenzeit vor Ostern musikalische Akademien. In der Fastenakademie am 23. Januar 1782 spielte er Stücke aus Idomeneo, das Klavierkonzert D-Dur KV 175 mit dem neu komponierten Rondo KV 382 und eine freie Phantasie. Dieses Konzert und insbesondere der Rondosatz stießen beim Publikum auf große Begeisterung, worauf Mozart im Mai des Jahres zusammen mit dem Konzertveranstalter Philipp Jakob Martin die Augartenkonzerte ins Leben rief.
In der Fastenakademie am 23. März des Jahres 1783 wurden ausschließlich Kompositionen Mozarts gespielt. Darunter war die Uraufführungen der Neufassung der „Haffner“-Sinfonie, die in zwei Hälften aufgeteilt war, die das Programm einrahmten. Auch das Klavierkonzert in C-Dur KV 415 wurde hier das erste Mal aufgeführt. Auch das Klavierkonzert und Rondo in D-Dur setzte Mozart auf das Programm.
Mozart konnte drei mit ihm bekannte Sänger als Solisten gewinnen: die Sopranistinnen Aloisia Lange und Therese Teyber sowie den Tenor Josef Valentin Adamberger. Mozart hatte bereits am 11. März die Akademie seiner Schwägerin Aloisia unterstützt. Er führte dort seine Pariser Sinfonie D-Dur KV 297 und eines seiner Klavierkonzerte auf, dessen Rondo als Zugabe wiederholt wurde. Bei Teyber bedankte sich Mozart, indem er eine Woche später am 30. März auf ihrer eigenen Akademie erneut das Klavierkonzert C-Dur KV 415 sowie eine solistische Improvisation spielte.
In einem Brief an seinen Vater Leopold Mozart vom 29. März 1783 hat Mozart das folgende Programm seiner Akademie dargelegt:
„Haffner“-Sinfonie, D-Dur (KV 385)
01. Allegro con spirito
02. Andante
03. Menuetto
Idomeneo, Rè di Creta (KV 366)
04. Ilia: Se il padre perdei, gesungen von Aloisia Lange
Klavierkonzert Nr. 13, C-Dur (KV 415)
05. Allegro
06. Andante
07. Allegro
Arie für Sopran	(KV 369)
08. Misera, dove son!-Ah! Non son’io che parlo, gesungen von Josef Valentin Adamberger
„Posthorn“-Serenade, D-Dur (KV 320)
09. Concertante-Andante grazioso
Klavierkonzert Nr. 5, D-Dur (KV 175)
10. Allegro
11. Andante ma un pocco adagio
Rondo für Klavier und Orchester, D-Dur (KV 382)
12. Rondo
Lucio Silla (KV 135)
13. Giunia: Parto, m’affretto, gesungen von Therese Teyber
14. An dieser Stelle spielte Mozart „alleine eine kleine Fuge, weil der kayser da war“ (nicht bekannt)
6 Variationen für Klavier (im Konzert improvisiert) (KV 398)
15. Salve tu, Domine aus der Oper I filosofi immaginarii von Giovanni Paisiello
10 Variationen für Klavier (KV 455)
16. Unser dummer Pöbel meint über ein Thema aus der Oper La Rencontre imprévue von Christoph Willibald Gluck
Arie für Sopran (KV 416)
17. Rondo: Mia speranza adorata! – Ah, non sai, qual pena sia il doverti, gesungen von Aloisia Lange
„Haffner“-Sinfonie, D-Dur (KV 385)
18. Presto

## Erfolg
Gemäß dem Konzertbericht in der von Carl Friedrich Cramer in Hamburg herausgegebenen Zeitschrift Magazin der Musik galten Mozarts Kompositionen damals als sehr beliebt. Das Konzert war ausverkauft und wurde ein finanzieller und künstlerischer Erfolg.
Unter den Zuhörern war auch Kaiser Joseph II., der als Eintrittsgeld im Voraus 25 Dukaten hatte zahlen lassen, was 112 Gulden, 30 Kreuzer entsprach. Das Magazin der Musik schätzte, dass Mozart insgesamt 1600 Gulden einnahm, aus denen er aber die Kosten des Konzertes zu bestreiten hatte.
Mozart schildert im eingangs erwähnten Brief den Erfolg seiner Academie folgendermaßen:

„Ich glaube es wird nicht nöthig seyn ihnen viel von dem erfolg meiner academie zu schreiben, sie werden es vielleicht schon gehört haben. Genug; das theater hätte ohnmöglich völler seyn können, und alle logen waren besezt. – das liebste war mir, daß seine Mayestätt der kayser auch zugegen war, und wie er vergnügt war, und was für lauten beyfall er mir gegeben; …“

Der Kaiser wohnte daraufhin am 30. März auch der Akademie von Therese Teyber bei.

## Wiederaufführungen
Das Konzertprogramm wurde in jüngerer Zeit gelegentlich wieder aufgeführt. So spielten am 27. Januar 1991 die New Yorker Philharmoniker unter der Leitung von Zubin Mehta in der Avery Fisher Hall. Sie eröffneten damit ein Mozart-Festival, das das Lincoln Center aus Anlass des 200. Todesjahres von Mozart veranstaltete, und in dessen weiterem Verlauf sämtliche seiner Kompositionen aufgeführt werden sollten. Am 2. Februar 2006 wurde das Programm vom Orchestre de Chambre de Lausanne mit der Sopranistin Rachel Harnisch unter Leitung des Pianisten Christian Zacharias in einer Veranstaltung der Gesellschaft der Musikfreunde in Wien im Wiener Musikverein gespielt.